# Bandidus barradalensis
Bandidus barradalensis är en insektsart som beskrevs av Tim R. New 1985. Bandidus barradalensis ingår i släktet Bandidus och familjen myrlejonsländor. Inga underarter finns listade i Catalogue of Life.